# Glossitis rhombica mediana
Glossitis rhombica mediana  is een aandoening aan de tong. De aandoening wordt gekenmerkt door een rood, soms iets verheven en gelobd ruitvormig aspect van het tongslijmvlies. Dit wordt vermoedelijk veroorzaakt door Candida albicans (een erythemateuze vorm van candidose). Meestal geeft de afwijking geen klachten. Eventuele behandeling bij klachten bestaat uit stoppen met roken en een lokaal antischimmelmiddel. Deze geven meestal binnen enkele weken verbetering.